# 凡 (厄尔省)
凡是法国厄尔省的一个市镇，位于该省东部，属于埃夫勒区。该市镇总面积3.77平方公里，2009年时的人口为426人。

## 人口
凡人口变化图示